# Шеннон Вокер
Шеннон Вокер (англ. Shannon Walker; нар. 4 червня 1965 року, Х'юстон, Техас, США) — американська жінка-астронавт і вчений. Одружена з астронавтом НАСА Енді Томасом. Входить до асоціації льотчиків Aircraft Owners and Pilots Association і міжнародної організації жінок-пілотів Ninety-Nines.
Освіту Шеннон отримала у Х'юстоні. Шеннон Вокер закінчила середню школу Вестбари, а потім Університет Райса отримала вчені ступені: спочатку бакалавра наук з фізики (1987), а потім магістра (1992) і доктора філософії (1993) з астрофізики.

## У НАСА

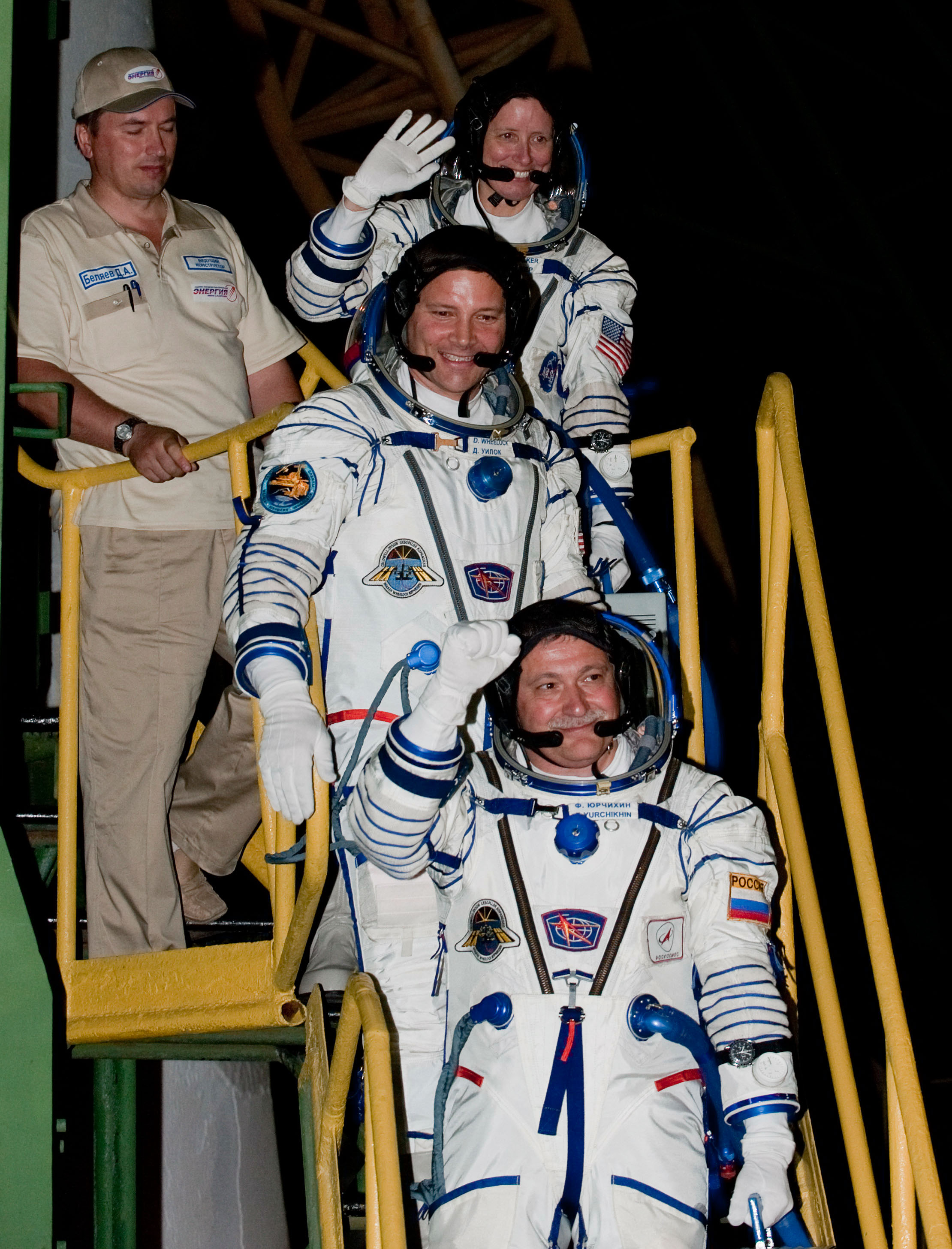
Перед стартом експедиції МКС-24 з Байконура

Вона брала участь у 15-му, 16-му, 17-му і 18-му наборах у загін астронавтів, але не була відібрана, і лише 6 травня 2004 року була зарахована в загін астронавтів НАСА у складі 19-го набору.
У лютому 2006 року вона завершила підготовку для кандидатів в астронавти, яка включала науково-технічні брифінги, інтенсивне навчання влаштуванню систем шаттла і Міжнародної космічної станції, фізіологічну тренування, льотну підготовку на Т-38, а також навчання виживання в пустелі і на воді.
До свого першого польоту на кораблі «Союз ТМА-19» Шеннон Вокер була дублером бортінженера корабля «Союз ТМА-16» і брала участь у перших тренуваннях в штаб-квартирі компанії SpaceX, націлених на взаємодії екіпажу з кораблем «Дракон» під час його зближення і стикування з МКС.
«Союз ТМА-19» стартував 16 червня 2010 року, Шеннон була призначена в екіпаж як бортінженер-1. 18 червня було проведене стикування корабля з МКС і Шеннон стала бортінженером 24-ї експедиції і продовжила свою роботу у складі 25-ї основної експедиції на МКС. 26 листопада 2010 року разом з іншими членами екіпажу вона повернулася на Землю.
Статистика польотів
| # | Стартовий корабель | Старт                | Експедиція      | Корабель посадки | Посадка              | Наліт                       | Виходи у відкритий космос | Час у відкритому космосі |
| - | ------------------ | -------------------- | --------------- | ---------------- | -------------------- | --------------------------- | ------------------------- | ------------------------ |
| 1 | Союз ТМА-19        | 15.06.2010 21:35 UTC | МКС-24 / МКС-25 | Союз ТМА-19      | 26.11.2010 04:46 UTC | 163 доби 07 годин 11 хвилин | 0                         | 0                        |
|   |                    |                      |                 |                  |                      | 163 доби 07 годин 11 хвилин | 0                         | 0                        |

## Після польотів
У жовтні 2011 року Вокер працювала в місії НАСА з операцій в екстремальному навколишньому середовищі (NEEMO 15). У 2014—2015 роках брала участь в експедиції з пошуку метеоритів в Антарктиці — ANSMET.

## Нагороди
- Медаль «За заслуги в освоєнні космосу» (12 квітня 2011 року) — за великий внесок у розвиток міжнародного співробітництва в галузі пілотованої космонавтики[7]

## Особисте життя
Знаходиться у шлюбі. Захоплення: кулінарія, футбол, біг, силові тренування, польоти, походи і подорожі. Радіоаматор з позивним KD5DXB.